# Quarzo latteo
Il quarzo latteo è un tipo di quarzo (biossido di silicio) dal colore bianco che ricorda una nuvola.

## Descrizione
Il colore bianco che ricorda una nuvola è determinante del nome del minerale, quarzo latteo. Il colore bianco nuvola è dovuto a delle inclusioni liquide inglobate all'interno dei cristalli al momento della loro formazione, creando l'effetto ottico di fantasmi nuvolosi, altrimenti, in assenza di questi effetti ottici si parlerebbe di cristallo di rocca, o quarzo citrino, o ametista, o quarzo affumicato. Il quarzo latteo può formarsi in due fasi una prima fase in cui si crea il quarzo latteo ed una seconda fase in cui il quarzo chiaro è inglobato nel quarzo latteo, in alcuni di questi casi di inglobamento di quarzo chiaro in cristalli di quarzo latteo, si può avere un fenomeno di aspetto spettrale da cui il nome di quarzo fantasma, mentre le mescolanze di quarzo latteo ed ametista vengono chiamate chevron.
In alcuni tipi di casi i fluidi interferiscono con il procedimento di crescita dei cristalli generalmente geminati e di forme distorte.
Altre forme dei cristalli sono a carciofo ed a candela.
Il quarzo latteo può essere ridotto in granuli e perciò trovarsi in alcuni tipi di sabbia.

## Utilizzi
I fluidi inglobati all'interno dei cristalli, per così dire, hanno fatto in modo che questa varietà non venga utilizzata in gioielleria o in ottica, bensì viene utilizzata a scopi ornamentali, invece i campioni con bande ametista e latteo con striature di viola e bianco vengono lucidate ed usate come pietre ornamentali.
Può essere tagliato, tra l'altro a cabochon ed identificato erroneamente con l'opale.

## Località di ritrovamento
Dei grossi campioni si possono trovare in Siberia. tra le altre località sono da annoverare: il Brasile, Alpi europee, Madagascar, Stati Uniti e Namibia.

## Proprietà chimico fisiche
- indici di rifrazione: 1.544-1.553[1]
- birifrangenza: 0,09[1]